# Up the Bracket
Up the Bracket to debiutancki album brytyjskiej grupy The Libertines. Zawiera on muzykę wywodzącą się z dorobku takich grup, jak The Clash (której gitarzysta, Mick Jones, zajął się produkcją tej płyty), czy Buzzcocks, zaliczaną do gatunku New Garage Revival (obok albumów The Strokes, czy Yeah Yeah Yeahs). Album nagrano latem 2002 w londyńskich RAK Studios; w Anglii wydano go 14 października 2002. W Polsce Up the Bracket nie znalazło wydawcy.
Tytuł albumu nie ma jednoznacznie potwierdzonego znaczenia. Wyrażenie „up the bracket” w slangu oznacza zażywanie kokainy (Rolling Stone), ale także cios w gardło. Tę drugą teorię zdaje się potwierdzać tekst tytułowej piosenki albumu.
Album został pozytywnie przyjęty przez krytykę i fanów, stając się początkiem dużej popularności zespołu. Pociągnął też za sobą falę zespołów naśladujących The Libertines, jak Razorlight, The Paddingtons, czy Arctic Monkeys

## Lista utworów
1. „Vertigo” – 2:37
2. „Death on the Stairs” – 3:24
3. „Horrorshow” – 2:34
4. „Time for Heroes” – 2:40
5. „Boys in the Band” – 3:42
6. „Radio America” – 3:44
7. „Up the Bracket” – 2:40
8. „Tell the King” – 3:22
9. „The Boy Looked at Johnny” – 2:38
10. „Begging” – 3:20
11. „The Good Old Days” – 2:59
12. „I Get Along” – 2:51

## Single
- „Up the Bracket” (2002)
- „Time for Heroes” (2003)

## Wideografia
- „Up the Bracket” (2002)
- „Time for Heroes” (2003)
- „I Get Along"